# Grant Needham
Grant Needham (Liverpool, 14 luglio 1970) è un ex calciatore canadese, di ruolo attaccante.

## Carriera

### Club
Iniziò a giocare con il Montréal Supra e successivamente, nel 1993, con il Toronto Blizzard. In seguito, approdò alla neonata Montréal Impact e vi rimase fino al 2000, giocando sia con il club nell'American Professional Soccer League sia con il team indoor nella National Professional Soccer League con cui realizzò 78 reti in 78 partite tra il 1997 ed il 2000.

### Nazionale
Il 16 marzo 1991 giocò la sua prima partita con la Nazionale canadese contro gli Stati Uniti. Due anni dopo, il 15 agosto 1998, giocò la seconda partita con la nazionale canadese, subentrando al minuto 108 nel match di ritorno per la qualificazione al Campionato mondiale di calcio 1994 contro la nazionale asutraliana.

## Dopo il ritiro
È stato commentatore radiofonico per l'emittente francofona CJAD 800, in cui analizzava le partite dell'Impact de Montréal e successivamente, nel 2007, venne nominato dal club canadese come ambasciatore per alcune attività comunitarie della società francofona.

## Statistiche

### Cronologia presenze e reti in Nazionale
| Cronologia completa delle presenze e delle reti in nazionale ― Canada | Cronologia completa delle presenze e delle reti in nazionale ― Canada | Cronologia completa delle presenze e delle reti in nazionale ― Canada | Cronologia completa delle presenze e delle reti in nazionale ― Canada | Cronologia completa delle presenze e delle reti in nazionale ― Canada | Cronologia completa delle presenze e delle reti in nazionale ― Canada | Cronologia completa delle presenze e delle reti in nazionale ― Canada | Cronologia completa delle presenze e delle reti in nazionale ― Canada |
| Data                                                                  | Città                                                                 | In casa                                                               | Risultato                                                             | Ospiti                                                                | Competizione                                                          | Reti                                                                  | Note                                                                  |
| --------------------------------------------------------------------- | --------------------------------------------------------------------- | --------------------------------------------------------------------- | --------------------------------------------------------------------- | --------------------------------------------------------------------- | --------------------------------------------------------------------- | --------------------------------------------------------------------- | --------------------------------------------------------------------- |
| 16-3-1991                                                             | Torrance                                                              | Stati Uniti                                                           | 2 – 0                                                                 | Canada                                                                | Amichevole                                                            | -                                                                     | 48’                                                                   |
| 15-8-1993                                                             | Sydney                                                                | Australia                                                             | 2 – 1 dts (4 - 1 dtr)                                                 | Canada                                                                | Qual. Mondiali 1994                                                   | 1                                                                     | 108’                                                                  |
| Totale                                                                |                                                                       | Presenze                                                              | 2                                                                     |                                                                       | Reti                                                                  | 0                                                                     |                                                                       |